# Seznam premiérů Spojeného království
Premiér Spojeného království (Prime Minister, PM) je vedoucí politický představitel země a britské vlády. Je zodpovědný za výběr jednotlivých ministrů, svolává zasedání vlády a vyhlašuje nové všeobecné volby do Dolní sněmovny. Může také navrhovat vyšší představitele Anglikánské církve, jmenovat soudce a navrhovat povýšení do šlechtického stavu.
Neexistuje konkrétní datum, kdy byla tato funkce vytvořena, ale spíše se tato pozice postupně historicky vyvinula. Nicméně z hlediska moderní historie je za prvního předsedu vlády považován Robert Walpole, který zastával tuto funkci v letech 1721 až 1742. Walpole je zároveň premiérem, který setrval v tomto úřadu nejdéle. Walpole byl ovšem premiérem Velké Británie (Spojené království vzniklo až v roce 1801).
Od července 2024 je premiérem Keir Starmer, vůdce Labouristické strany.

## Seznam
|    | Portrét            | Jméno                                                                               | V úřadu            | V úřadu            | V úřadu          | Politická strana     |
| Od | Portrét            | Jméno                                                                               | Do                 | Doba               |                  | Politická strana     |
| -- | ------------------ | ----------------------------------------------------------------------------------- | ------------------ | ------------------ | ---------------- | -------------------- |
|    |                    | Sir Robert Walpole (od roku 1742 hrabě z Orfordu)                                   | 4. dubna 1721      | 11. února 1742     | 20 let a 315 dní | Whigové              |
|    |                    | Spencer Compton 1. hrabě z Wilmingtonu                                              | 16. února 1742     | 2. července 1743   | 1 rok a 137 dní  | Whigové              |
|    |                    | Henry Pelham                                                                        | 27. srpna 1743     | 6. března 1754     | 10 let a 192 dní | Whigové              |
|    |                    | Thomas Pelham-Holles, 1. vévoda z Newcastle-upon-Tyne                               | 16. března 1754    | 16. listopadu 1756 | 2 roky a 241 dní | Whigové              |
|    |                    | William Cavendish, 4. vévoda z Devonshiru                                           | 16. listopadu 1756 | 25. června 1757    | 0 let a 226 dní  | Whigové              |
|    |                    | Thomas Pelham-Holles, 1. vévoda z Newcastle-upon-Tyne                               | 2. července 1757   | 26. května 1762    | 4 roky a 332 dní | Whigové              |
|    |                    | John Stuart, 3. hrabě z Bute                                                        | 26. května 1762    | 16. dubna 1763     | 0 let a 318 dní  | Toryové              |
|    |                    | George Grenville                                                                    | 16. dubna 1763     | 13. července 1765  | 2 roky a 86 dní  | Whigové              |
|    |                    | Charles Watson-Wentworth, 2. markýz z Rockinghamu                                   | 13. července 1765  | 30. července 1766  | 1 rok a 18 dní   | Whigové              |
|    |                    | William Pitt, 1. hrabě z Chathamu, "William Pitt starší"                            | 30. července 1766  | 14. října 1768     | 2 roky a 77 dní  | Whigové              |
|    |                    | Augustus Fitzroy, 3. vévoda z Grafton                                               | 14. října 1768     | 28. ledna 1770     | 1 rok a 107 dní  | Whigové              |
|    |                    | Frederick North, Lord North                                                         | 28. ledna 1770     | 22. března 1782    | 12 let a 59 dní  | Toryové              |
|    |                    | Charles Watson-Wentworth, 2. markýz z Rockinghamu                                   | 27. března 1782    | 1. července 1782   | 0 let a 97 dní   | Whigové              |
|    |                    | William Petty, 2. hrabě ze Shelburne                                                | 4. července 1782   | 2. dubna 1783      | 0 let a 266 dní  | Whigové              |
|    |                    | William Cavendish-Bentinck, 3. vévoda z Portlandu                                   | 2. dubna 1783      | 19. prosince 1783  | 0 let a 261 dní  | Whigové              |
|    |                    | William Pitt mladší                                                                 | 19. prosince 1783  | 14. března 1801    | 17 let a 86 dní  | Toryové              |
|    |                    | Henry Addington, 1. vikomt Sidmouth                                                 | 17. března 1801    | 10. května 1804    | 3 roky a 55 dní  | Toryové              |
|    |                    | William Pitt mladší                                                                 | 10. května 1804    | 23. ledna 1806     | 1 rok a 259 dní  | Toryové              |
|    |                    | William Wyndham Grenville, 1. Baron Grenville                                       | 11. února 1806     | 31. března 1807    | 1 rok a 43 dní   | Whigové              |
|    |                    | William Cavendish-Bentinck, 3. vévoda z Portlandu                                   | 31. března 1807    | 4. října 1809      | 2 roky a 188 dní | Toryové              |
|    |                    | Spencer Perceval                                                                    | 4. října 1809      | 11. května 1812    | 2 roky a 221 dní | Toryové              |
|    |                    | Robert Jenkinson, 2. hrabě z Liverpoolu                                             | 8. června 1812     | 9. dubna 1827      | 14 let a 306 dní | Toryové              |
|    |                    | George Canning                                                                      | 10. dubna 1827     | 8. srpna 1827      | 0 let a 119 dní  | Toryové              |
|    |                    | Frederick John Robinson, 1. vikomt Goderich                                         | 31. srpna 1827     | 21. ledna 1828     | 0 let a 131 dní  | Toryové              |
|    |                    | Arthur Wellesley, 1. vévoda z Wellingtonu                                           | 22. ledna 1828     | 16. listopadu 1830 | 2 roky a 229 dní | Toryové              |
|    |                    | Charles Grey, 2. vévoda Grey                                                        | 22. listopadu 1830 | 9. července 1834   | 3 roky a 230 dní | Whigové              |
|    |                    | William Lamb, 2. vikomt Melbourne                                                   | 16. července 1834  | 14. listopadu 1834 | 0 let a 122 dní  | Whigové              |
|    |                    | Arthur Wellesley, 1. vévoda z Wellingtonu                                           | 14. listopadu 1834 | 10. prosince 1834  | 0 let a 23 dní   | Toryové              |
|    |                    | Sir Robert Peel                                                                     | 10. prosince 1834  | 8. dubna 1835      | 0 let a 120 dní  | Konzervativní strana |
|    |                    | William Lamb, 2. vikomt Melbourne                                                   | 18. dubna 1835     | 30. srpna 1841     | 6 let a 135 dní  | Whigové              |
|    |                    | Sir Robert Peel                                                                     | 30. srpna 1841     | 29. června 1846    | 4 roky a 304 dní | Konzervativní strana |
|    |                    | John Russell, 1. hrabě Russell (poté poslanec hrabě Russell)                        | 30. června 1846    | 21. února 1852     | 5 let a 237 dní  | Whigové              |
|    |                    | Edward Smith-Stanley, 14. hrabě z Derby                                             | 23. února 1852     | 17. prosince 1852  | 0 let a 299 dní  | Konzervativní strana |
|    |                    | George Hamilton-Gordon, 4. hrabě z Aberdeen                                         | 19. prosince 1852  | 30. ledna 1855     | 2 roky a 43 dní  | Konzervativní strana |
|    |                    | Henry Temple, 3. vikomt Palmerston                                                  | 6. února 1855      | 19. února 1858     | 3 roky a 14 dní  | Whigové              |
|    |                    | Edward Smith-Stanley, 14. hrabě z Derby                                             | 20. února 1858     | 11. června 1859    | 1 rok a 112 dní  | Konzervativní strana |
|    |                    | Henry Temple, 3. vikomt Palmerston                                                  | 12. června 1859    | 18. října 1865     | 6 let a 129 dní  | Liberální strana     |
|    |                    | John Russell, 1. hrabě Russell (předtím poslanec Lord John Russell)                 | 29. října 1865     | 26. června 1866    | 0 let a 241 dní  | Liberální strana     |
|    |                    | Edward Smith-Stanley, 14. hrabě z Derby                                             | 28. června 1866    | 25. února 1868     | 1 rok a 243 dní  | Konzervativní strana |
|    |                    | Benjamin Disraeli, 1. hrabě z Beaconsfield                                          | 27. února 1868     | 1. prosince 1868   | 0 let a 279 dní  | Konzervativní strana |
|    |                    | William Gladstone                                                                   | 3. prosince 1868   | 17. února 1874     | 5 let a 77 dní   | Liberální strana     |
|    |                    | Benjamin Disraeli, 1. hrabě z Beaconsfield (od roku 1876 jako hrabě z Beaconsfield) | 20. února 1874     | 21. dubna 1880     | 6 let a 62 dní   | Konzervativní strana |
|    |                    | William Gladstone                                                                   | 23. dubna 1880     | 9. června 1885     | 5 let a 48 dní   | Liberální strana     |
|    |                    | Robert Cecil, 3. markýz ze Salisbury                                                | 23. června 1885    | 28. ledna 1886     | 0 let a 220 dní  | Konzervativní strana |
|    |                    | William Gladstone                                                                   | 1. února 1886      | 20. července 1886  | 0 let a 170 dní  | Liberální strana     |
|    |                    | Robert Cecil, 3. markýz ze Salisbury                                                | 25. července 1886  | 11. srpna 1892     | 6 let a 18 dní   | Konzervativní strana |
|    |                    | William Gladstone                                                                   | 15. srpna 1892     | 2. března 1894     | 1 rok a 200 dní  | Liberální strana     |
|    |                    | Archibald Primrose, 5. hrabě z Rosebery                                             | 5. března 1894     | 22. června 1895    | 1 rok a 110 dní  | Liberální strana     |
|    |                    | Robert Cecil, 3. markýz ze Salisbury                                                | 25. června 1895    | 11. července 1902  | 7 let a 17 dní   | Konzervativní strana |
|    |                    | Arthur Balfour                                                                      | 11. července 1902  | 5. prosince 1905   | 3 roky a 146 dní | Konzervativní strana |
|    |                    | Sir Henry Campbell-Bannerman                                                        | 5. prosince 1905   | 3. dubna 1908      | 2 roky a 121 dní | Liberální strana     |
|    |                    | Herbert Henry Asquith                                                               | 5. dubna 1908      | 5. prosince 1916   | 8 let a 243 dní  | Liberální strana     |
|    |                    | David Lloyd George                                                                  | 6. prosince 1916   | 19. října 1922     | 5 let a 318 dní  | Liberální strana     |
|    |                    | Andrew Bonar Law                                                                    | 23. října 1922     | 20. května 1923    | 0 let a 210 dní  | Konzervativní strana |
|    |                    | Stanley Baldwin                                                                     | 23. května 1923    | 16. ledna 1924     | 0 let a 246 dní  | Konzervativní strana |
|    |                    | Ramsay MacDonald                                                                    | 22. ledna 1924     | 4. listopadu 1924  | 0 let a 288 dní  | Labouristická strana |
|    |                    | Stanley Baldwin                                                                     | 4. listopadu 1924  | 5. června 1929     | 4 roky a 213 dní | Konzervativní strana |
|    |                    | Ramsay MacDonald                                                                    | 5. června 1929     | 7. června 1935     | 6 let a 3 dny    | Labouristická strana |
|    | Národní labouristé | Ramsay MacDonald                                                                    | 5. června 1929     | 7. června 1935     | 6 let a 3 dny    |                      |
|    |                    | Stanley Baldwin                                                                     | 7. června 1935     | 28. května 1937    | 1 rok a 356 dní  | Konzervativní strana |
|    |                    | Neville Chamberlain                                                                 | 28. května 1937    | 10. května 1940    | 2 roky a 349 dní | Konzervativní strana |
|    |                    | Winston Churchill                                                                   | 10. května 1940    | 26. července 1945  | 5 let a 78 dní   | Konzervativní strana |
|    |                    | Clement Attlee                                                                      | 26. července 1945  | 26. října 1951     | 6 let a 93 dní   | Labouristická strana |
|    |                    | Winston Churchill                                                                   | 26. října 1951     | 7. dubna 1955      | 3 roky a 162 dní | Konzervativní strana |
|    |                    | Sir Anthony Eden                                                                    | 7. dubna 1955      | 9. ledna 1957      | 1 rok a 279 dní  | Konzervativní strana |
|    |                    | Harold Macmillan                                                                    | 11. ledna 1957     | 19. října 1963     | 6 let a 282 dní  | Konzervativní strana |
|    |                    | Alec Douglas-Home, 14. hrabě z Home (od roku 1963 jako Sir Alec Douglas-Home)       | 19. října 1963     | 16. října 1964     | 0 let a 364 dní  | Konzervativní strana |
|    |                    | Harold Wilson                                                                       | 16. října 1964     | 19. června 1970    | 5 let a 247 dní  | Labouristická strana |
|    |                    | Edward Heath                                                                        | 19. června 1970    | 4. března 1974     | 3 roky a 259 dní | Konzervativní strana |
|    |                    | Harold Wilson                                                                       | 4. března 1974     | 5. dubna 1976      | 2 roky a 33 dní  | Labouristická strana |
|    |                    | James Callaghan                                                                     | 5. dubna 1976      | 4. května 1979     | 3 roky a 30 dní  | Labouristická strana |
|    |                    | Margaret Thatcherová                                                                | 4. května 1979     | 28. listopadu 1990 | 11 let a 209 dní | Konzervativní strana |
|    |                    | John Major                                                                          | 28. listopadu 1990 | 2. května 1997     | 6 let a 156 dní  | Konzervativní strana |
|    |                    | Tony Blair                                                                          | 2. května 1997     | 27. června 2007    | 10 let a 57 dní  | Labouristická strana |
|    |                    | Gordon Brown                                                                        | 27. června 2007    | 11. května 2010    | 2 roky a 319 dní | Labouristická strana |
|    |                    | David Cameron                                                                       | 11. května 2010    | 13. července 2016  | 6 let a 64 dní   | Konzervativní strana |
|    |                    | Theresa Mayová                                                                      | 13. července 2016  | 24. července 2019  | 3 roky a 12 dní  | Konzervativní strana |
|    |                    | Boris Johnson                                                                       | 24. července 2019  | 6. září 2022       | 3 roky a 44 dní  | Konzervativní strana |
|    |                    | Liz Trussová                                                                        | 6. září 2022       | 25. října 2022     | 0 let a 49 dní   | Konzervativní strana |
|    |                    | Rishi Sunak                                                                         | 25. října 2022     | 5. července 2024   | 2 roky a 264 dní | Konzervativní strana |
|    |                    | Keir Starmer                                                                        | 5. července 2024   | úřadující          | 1 rok a 11 dní   | Labouristická strana |